# Літераторські мостки

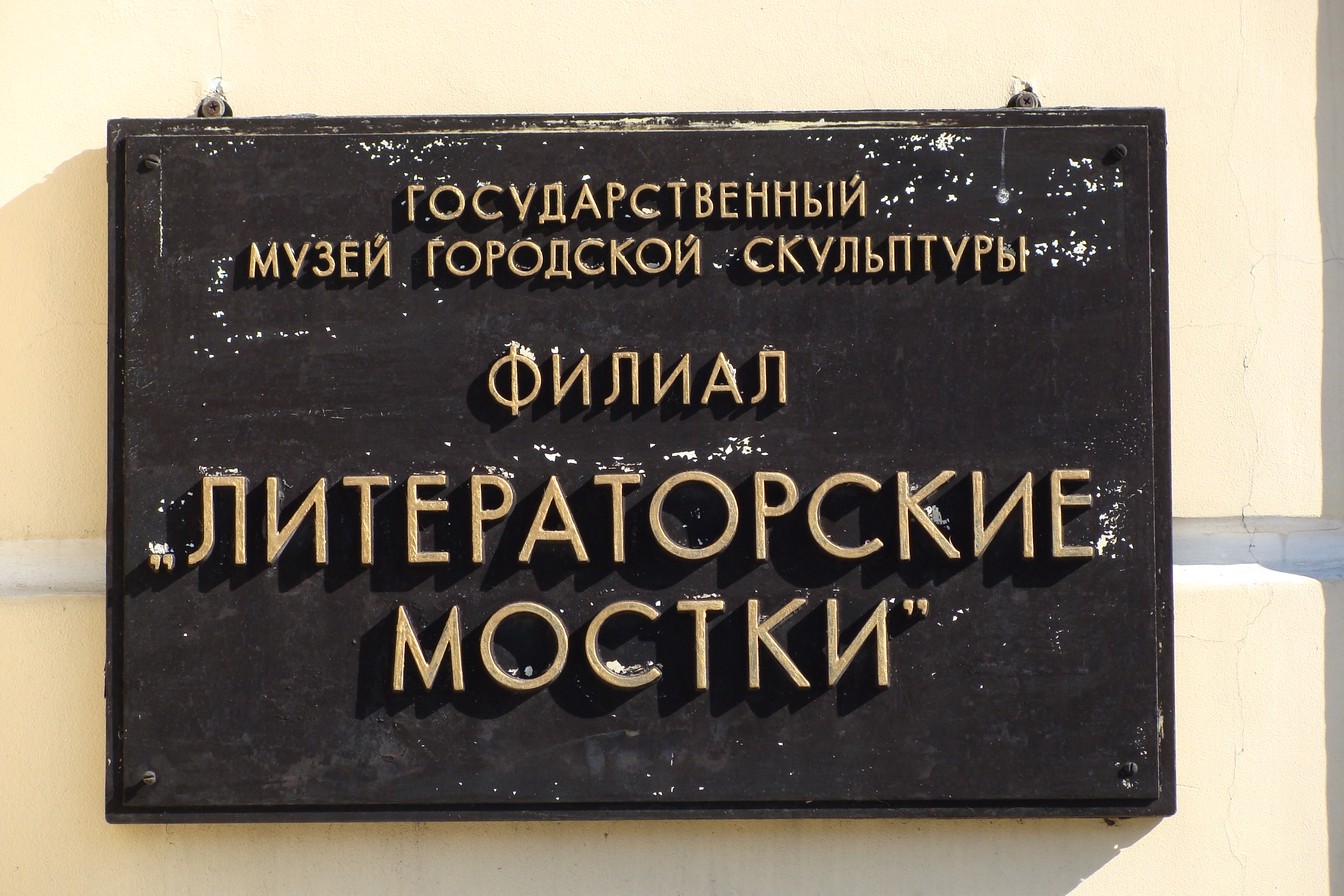
Інформація при вході на кладовище.

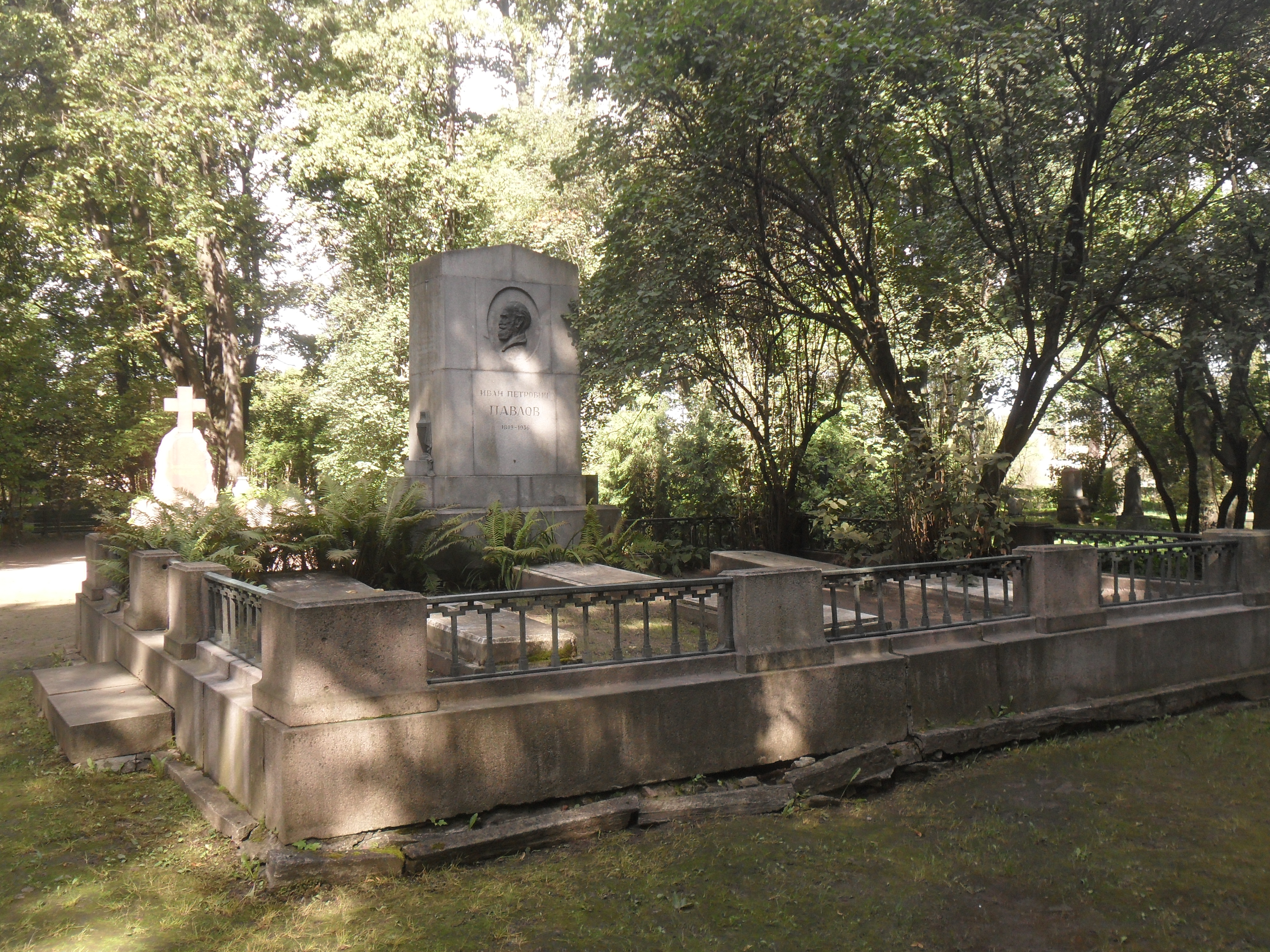
Літераторські мостки. Поховання академіка, науковця Івана Петровича Павлова.

Літераторські мостки — ділянка Волкового цвинтаря в місті Санкт-Петербург, музей-некрополь, відоме завдяки похованням низки російських письменників, науковців, акторів , художників, архітекторів.

## Історія створення і побутування

### У 18 столітті

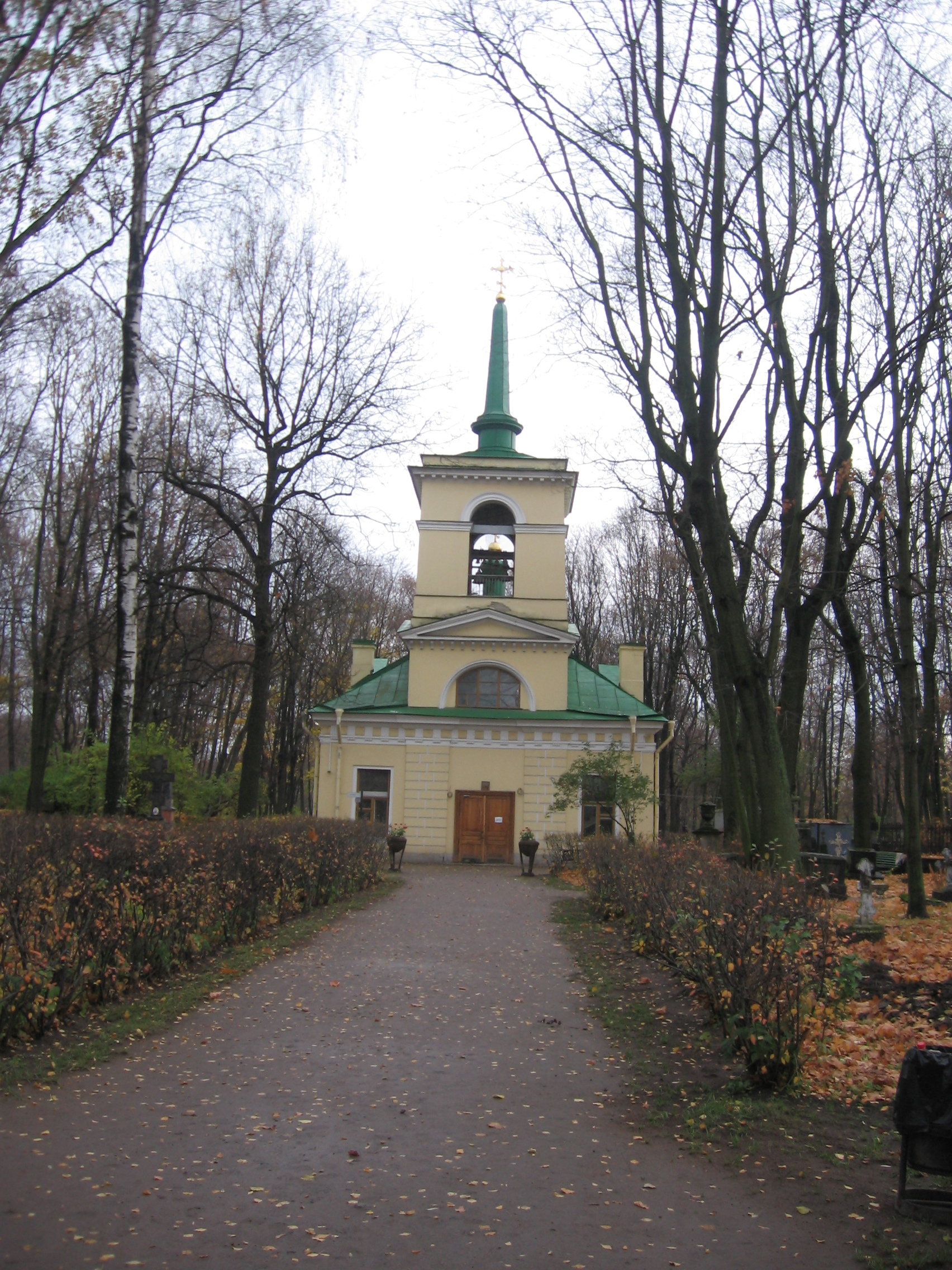
Воскресенська церква Волкова кладовища. Фото 2013 р.

Кладовище дозволили створити за наказом урядового Сенату (тодішнього кабінету міністрів Російської імперії) 11 травня 1756 року. Кладовище створили у тодішньому передмісті столиці — селі Волково. У Петербург у 18 ст. взимку неодноразово забредали голодні вовки. Назву села і кладовища пов'язують саме з вовками.
Неподалік цвинтаря розташовані Невський монастир та Чорна річка. Земельна ділянка була низка і заболочена, наближеність до річки сприяла частим повеням, що заливали могили. Аби дістатись до поховань, почали класти дерев'яні помости або російською — мостки. Вони і надали пізню назву тільки ділянці з похованнями російських літераторів.
Через три роки по заснуванню кладовища, (1759), тут спромоглися вибудувати першу невелику церкву. Церкви горіли і руйнувались, серед них була поруйнована і церква, вибудована за проектом архітектора Вікентія Беретті. Нині існуюча Воскресенська церква — пізня. За часів СРСР начиння церкви знищили, а приміщення зробили музеєм.
Саме на цьому цвинтарі ховали і жертв епідемій, особливо померлих з холерних бараків.

### В 19 столітті
На початку 19 ст. тут почали ховати і небагатих дворян, що померли в Петербурзі. Серед них Антон Дельвіг, поет і видавець, добрий знайомець  поета Олександра Пушкіна. Склалась традиція ховати тут випускників Царськосільського ліцею, що дорівнював освітою університету.
Коли з Франції перевезли до Петербурга труну з тілом померлого російського письменника Івана Тургенєва, поховання відбулося на Волковому кладовищі. В середині 19 ст. вже закріпилася традиція ховати небагатих дворян і різночинців-літераторів на Волковому кладовищі. Так виникають Літераторські мостки, найбільш упорядкована ділянка Волкова кладовища. З роками ця ділянка стала ознакою визнання літератора читачами столиці і імперії та набула престижу.
На Літераторських містках поховано багато дореволюційних письменників лівих поглядів (М.О. Добролюбов, В.Г. Бєлінський, Д.І. Писарєв та інші).

### У радянський період

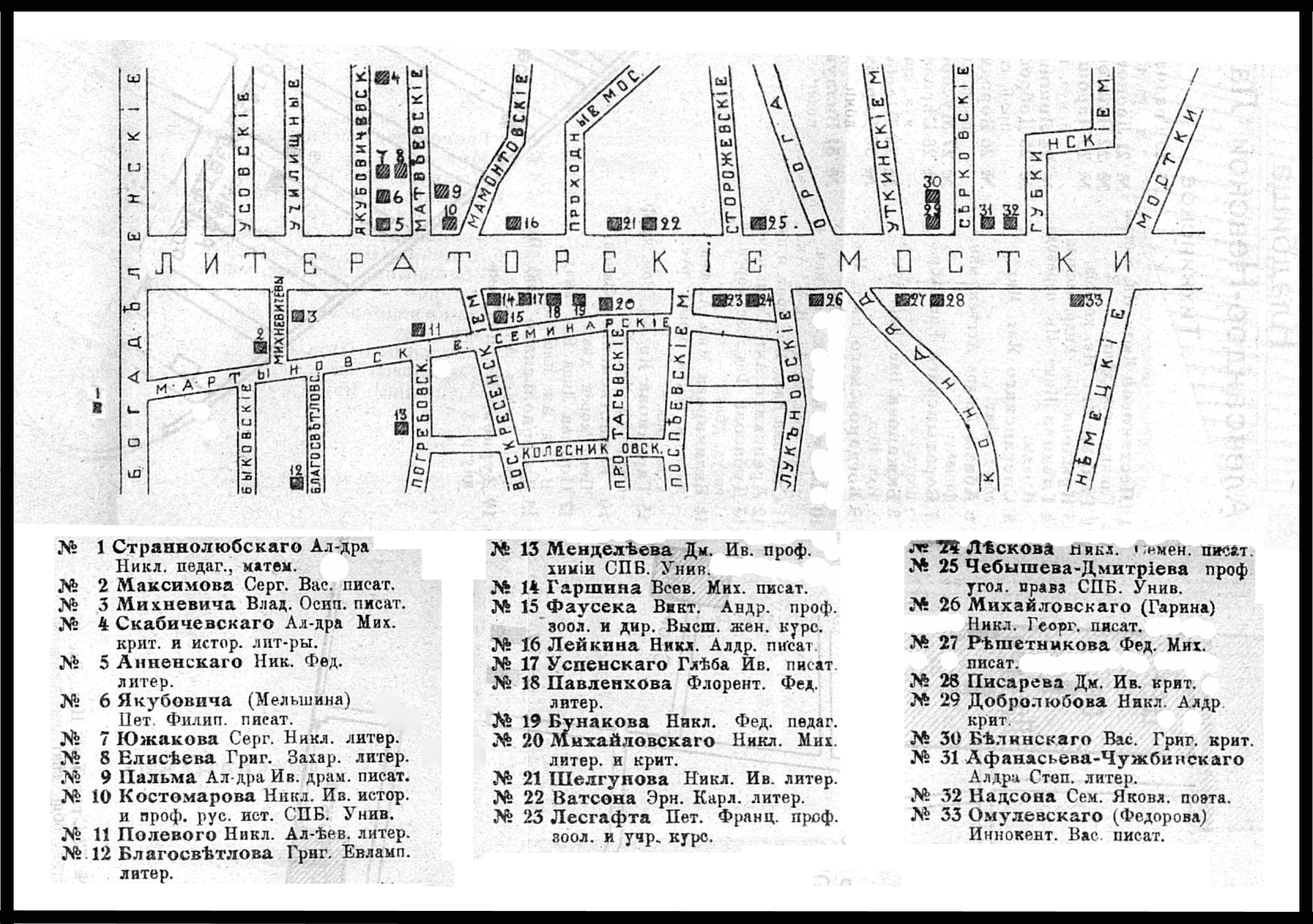
План Літераторських містків, 1914 рік

Серед похованих тут — низка російський академіків і науковці 
- Менделєєв Дмитро Іванович (1834-1907)
- Павлов Іван Петрович (1849—1936)
- Бехтерєв Володимир Михайлович (1857-1927) та інші.

Тут же поховані мати В.І. Леніна та його сестри.
У 1935 році Літераторські містки були перетворені на відділ Державного музею міської скульптури. Сюди було перенесено останки літераторів з цвинтарів, які призначалися для знищення, - М.Г. Помяловського, А.А. Блока, І.А. Гончарова. У окремих випадках переносили лише надгробки, але з самі останки. На території некрополя налічується близько 500 надгробних пам'яток, зокрема мають значну художню цінність. У ході реконструкції Волківського цвинтаря та створення музею «Літераторські містки» було втрачено чи загублено могили багатьох видатних петербуржців, діячів вітчизняної історії, науки та культури.
Згодом тут почали ховати радянських акторів і режисерів, театральних діячів і художників, високих чинів серед радянських музеїв, розташованих у Ленінграді. 

## Неповний перелік похованих і уславлених діячів минулого

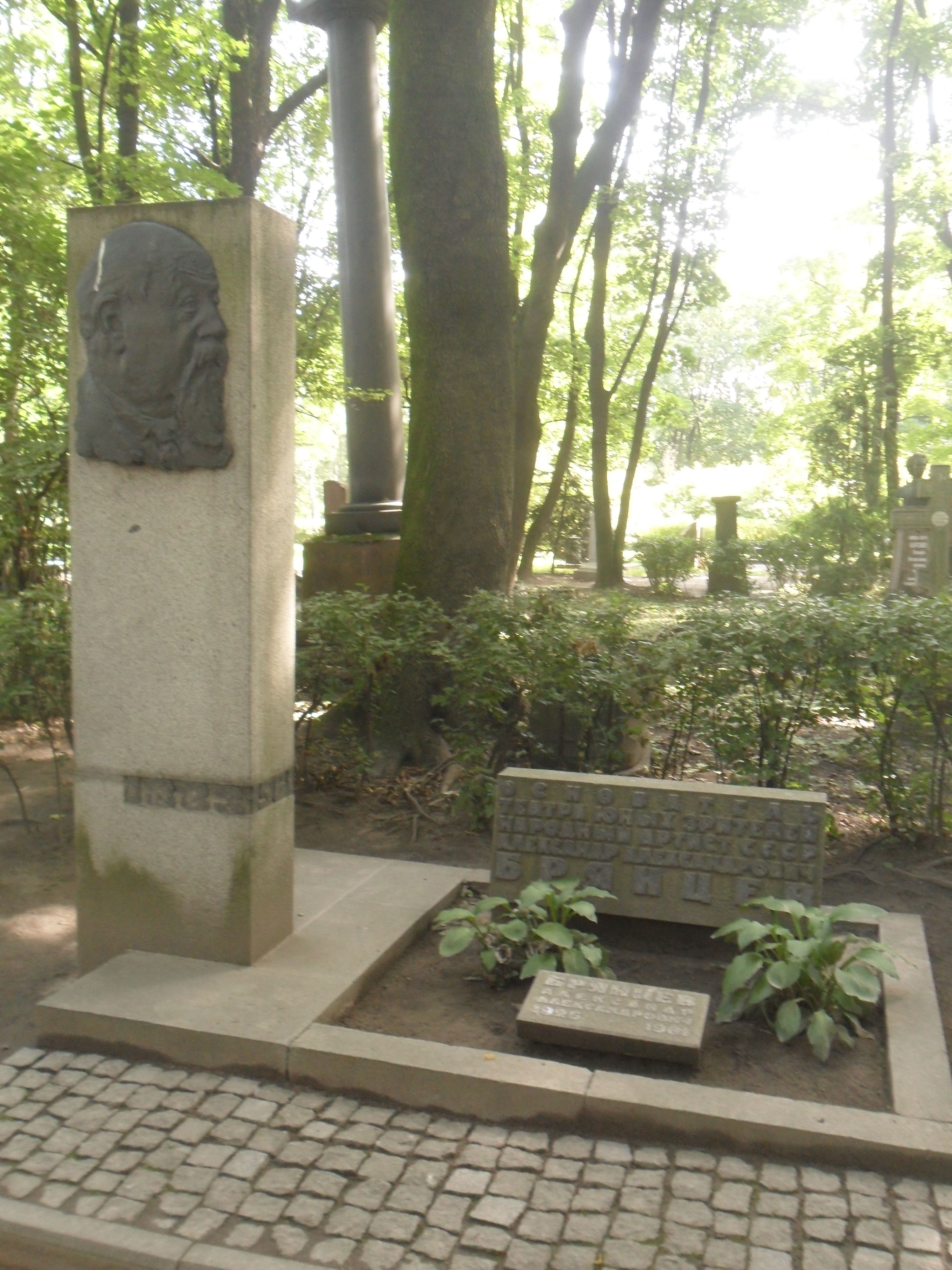
Надгробок Олександра Брянцева, засновника першого театру для дітей

Подвійний надгробок Костянтина Сергєєва та Наталі Дудинської

- Павлов Іван Петрович (1849—1936) науковець-фізіолог, академік
- Радищев Олександр Миколайович (1749-1802) письменник
- Дельвіг Антон Антонович (1798-1831) літератор і видавець доби Олександра Пушкіна
- Бєлінський Віссаріон Григорович  (1811—1848) літературний аналітик і критик
- Тургенєв Іван Сергійович (1818-1883) письменник
- Берггольц Ольга Федорівна (1910—1975) поет
- Апухтін Олексій Миколайович (1840—1893) поет
- Купрін Олександр Іванович (1870—1938) письменник
- Надсон Семен Якович (1862-1887) поет
- Блок Олександр Олександрович (1880-1921) поет
- Кузьмін Михайло Олексійович (1872—1936) поет
- Гаршин Всеволод Михайлович (1855—1888) письменник
- Лозинський Михайло Леонідович (1886-1955) поет і перекладач
- Лєсков Микола Семенович (1831-1895) письменник
- Петров Андрій Павлович (1930-2006) радянський композитор
- Салтиков-Щедрін Михайло Євграфович (1826-1889) письменник
- Добролюбов Микола Олександрович  (1836-1861) літературний критик
- Петров-Водкін Кузьма Сергійович (1878-1939) радянський художник
- Козінцев Григорій Михайлович (1905—1973) радянський кінорежисер
- Мамін-Сибіряк Дмитро Наркисович (1852-1912) письменник
- Помяловський Микола Герасимович (1835-1863) письменник
- Брянцев Олександр Олександрович (1883—1961) радянський театральний режисер, засновник першого театру для дітей
- Симонов Микола Костянтинович (1901-1973) радянський актор театру і кіно
- Меркур'єв Василь Васильович (1904—1978) радянський актор театру і кіно
- Стржельчик Владислав Гнатович (1925-1995) радянський актор театру і кіно
- Лебедєв Євген Олексійович (1917—1997)  радянський актор театру і кіно
- Трофімов Микола Миколайович (1920-2005) радянський актор театру і кіно
- Шварц Ісаак Йосипович (1923-2009) радянський композитор
- Соловйов-Сєдой Василь Павлович (1907-1979) радянський композитор
- Штоколов Борис Тимофійович (1930-2005) радянський оперний співак
- Ваганова Агріппіна Яківна  (1879-1971) балерина і балетний педагог
- Дудинська Наталія Михайлівна (1912-2003) радянська балерина і балетний педагог
- Шелест Алла Яківна (1919-1998) радянська балерина і балетний педагог

## Фотогалерея надгробків

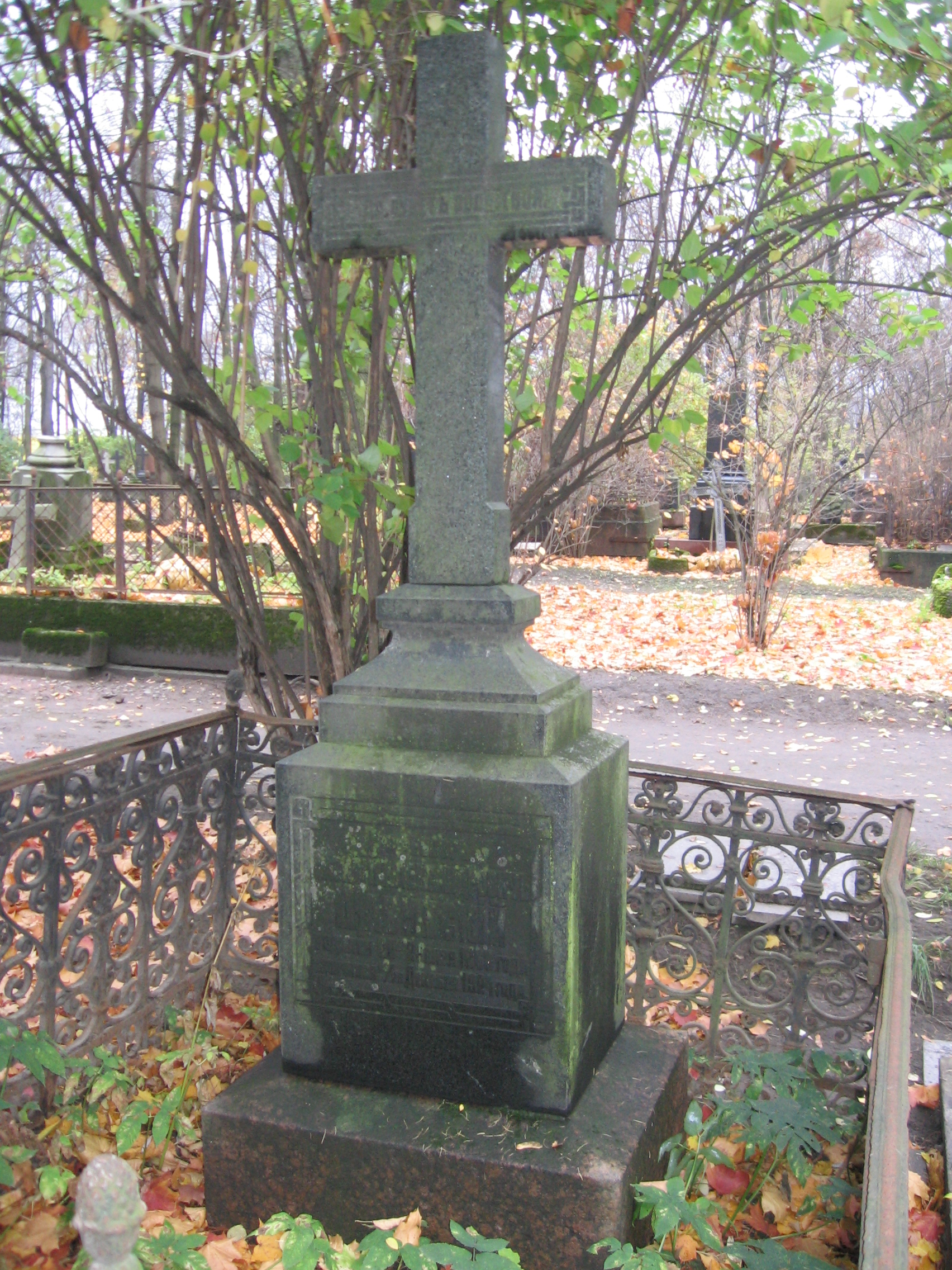
Надгробок Василя Олександровича Щавинського, науковця-хіміка і колекціонера живопису.

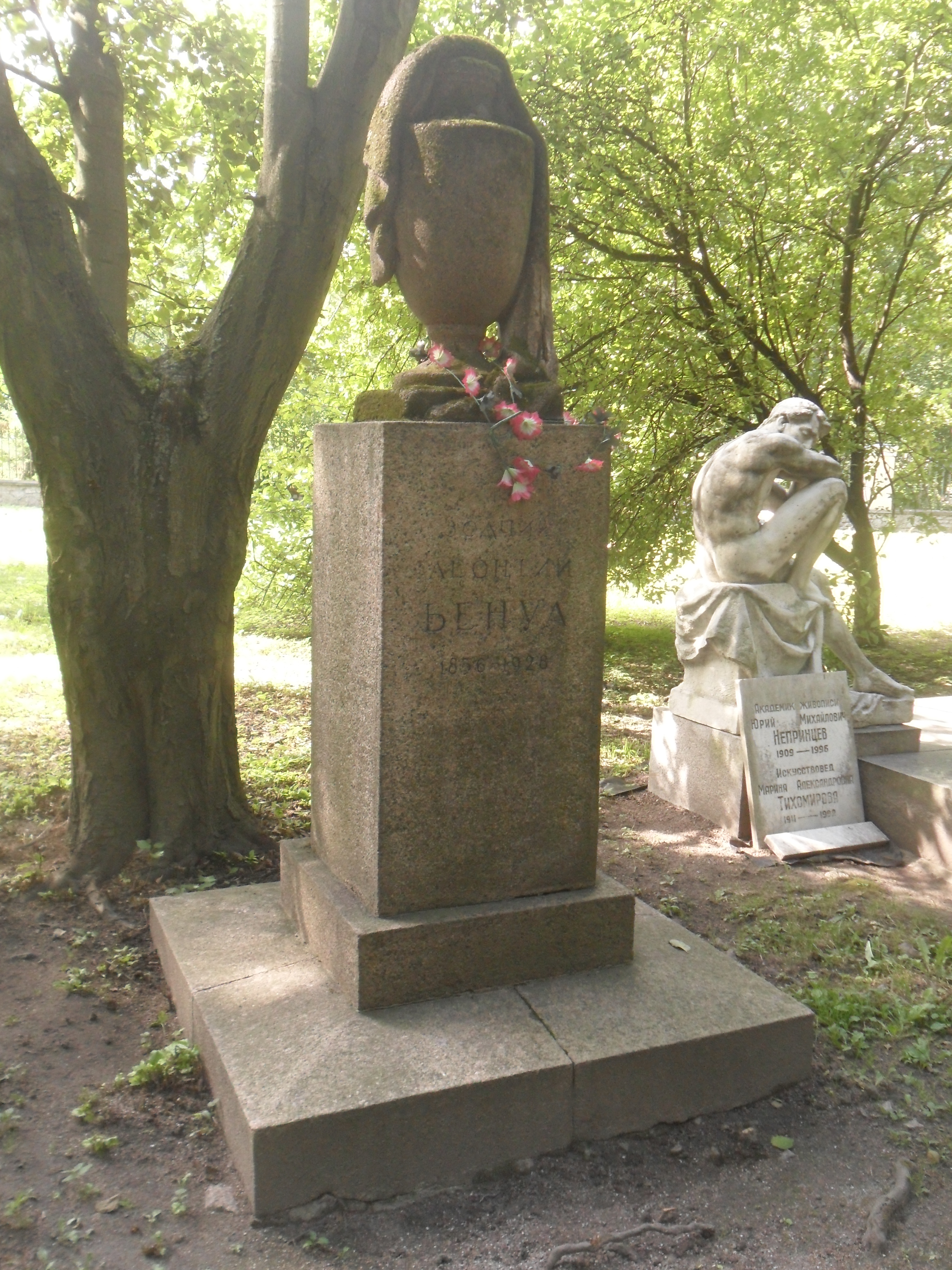
Надгробок Леонтія Бенуа, архітектора.
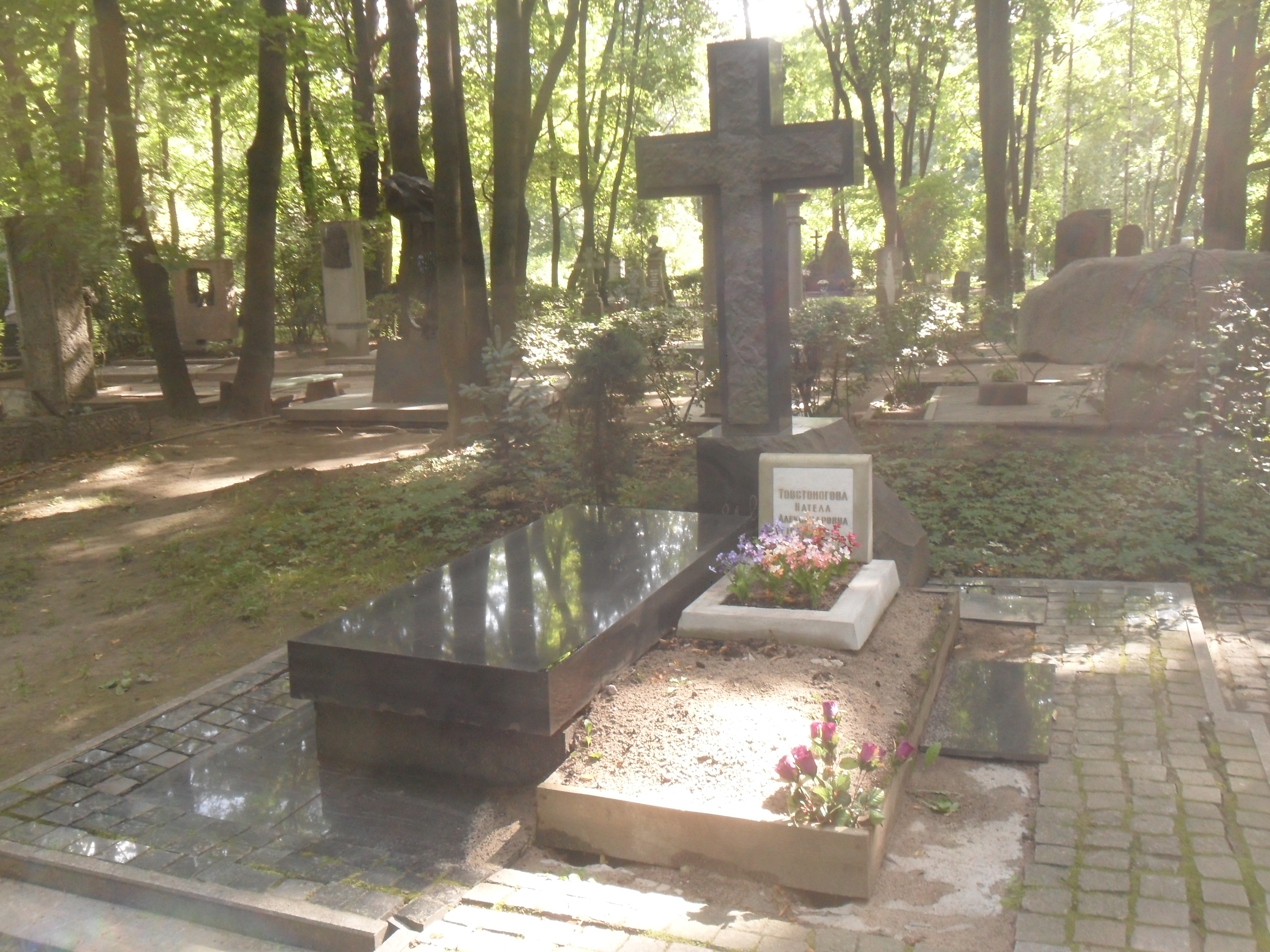
Поховання акторів Євгена Лебедєва та його дружини Натели Товстоногової
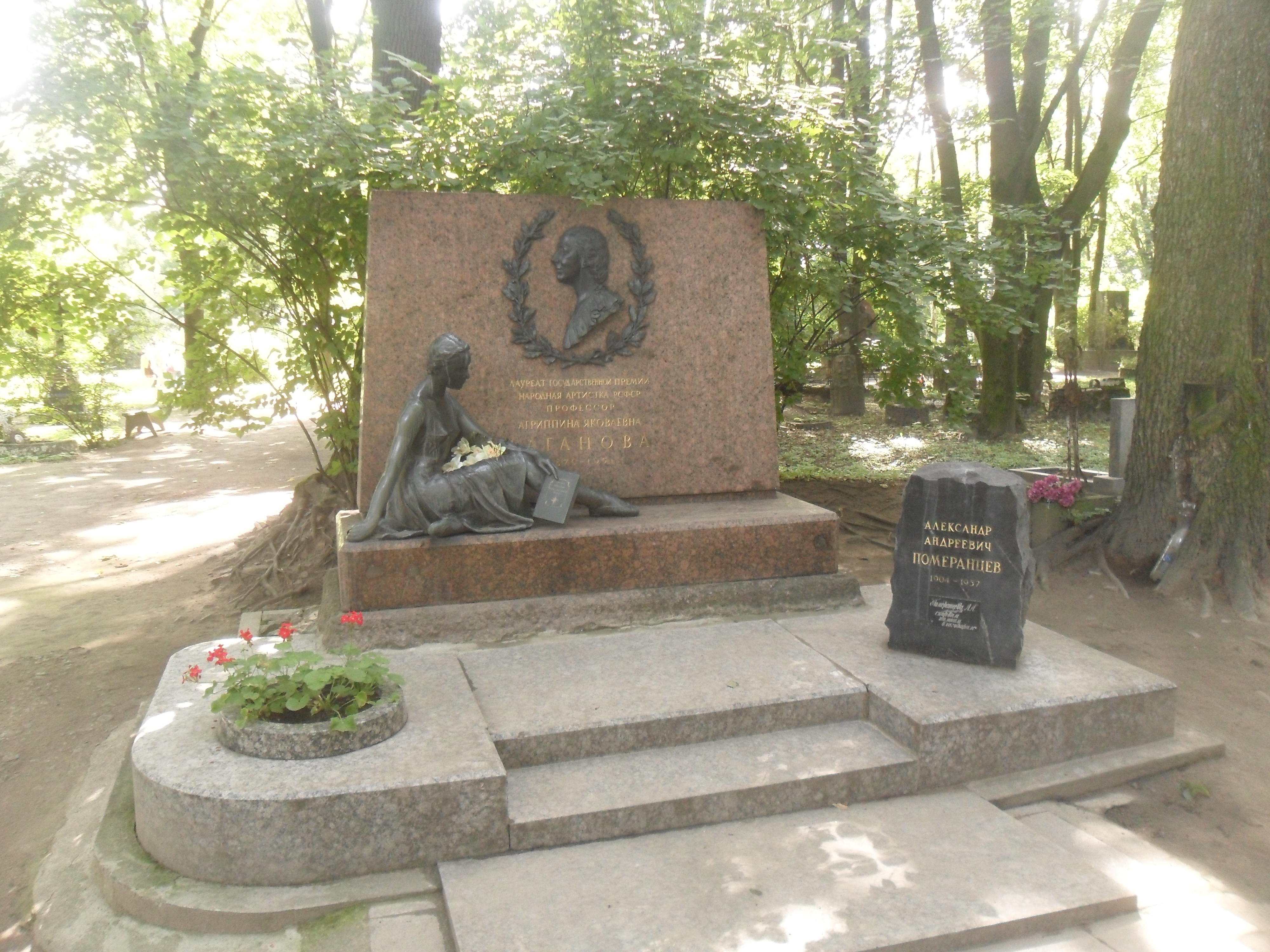
Могила Агриппини Ваганової
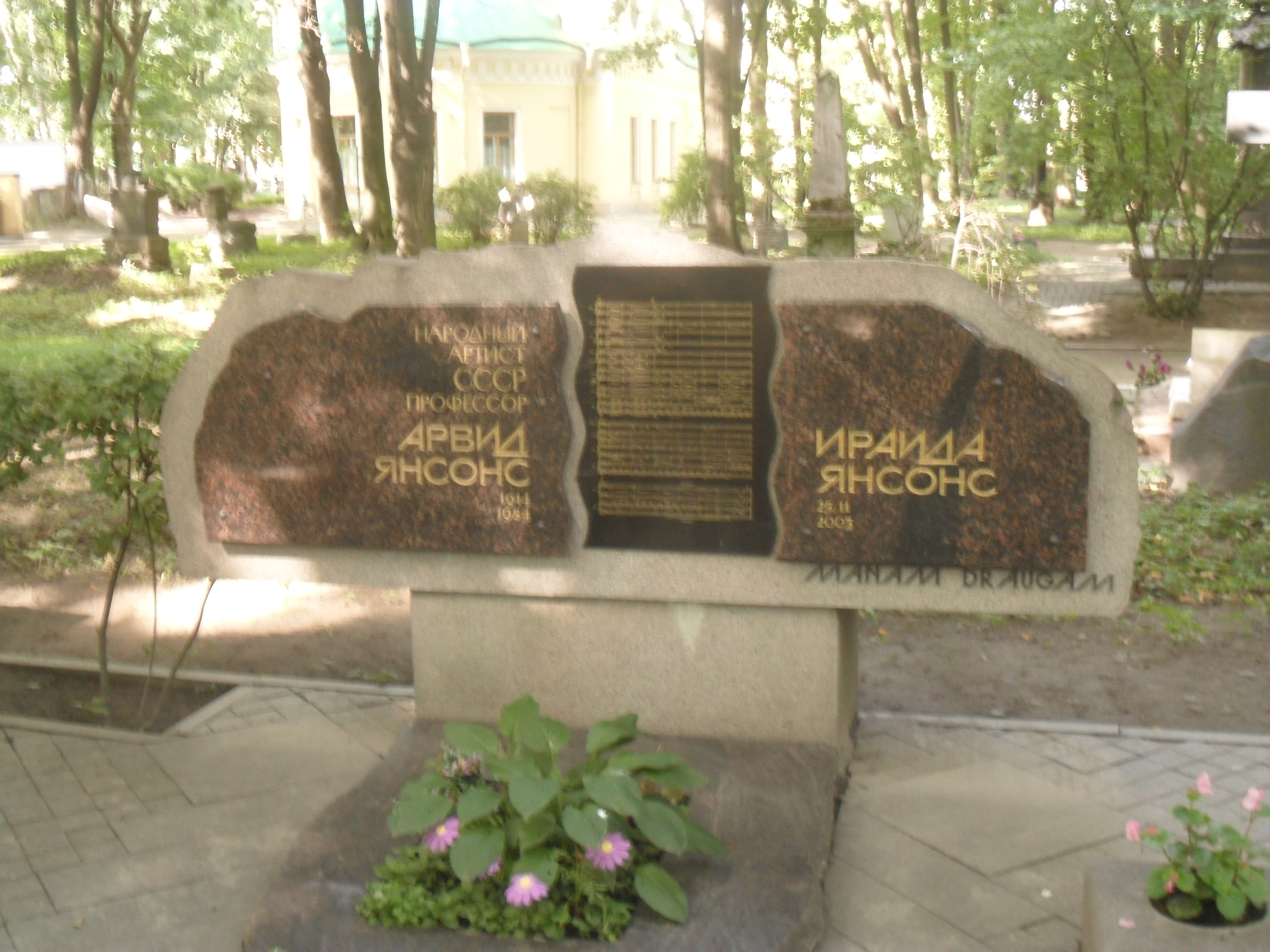
Надгрбок диригента Арвіда Янсонса та його дружини
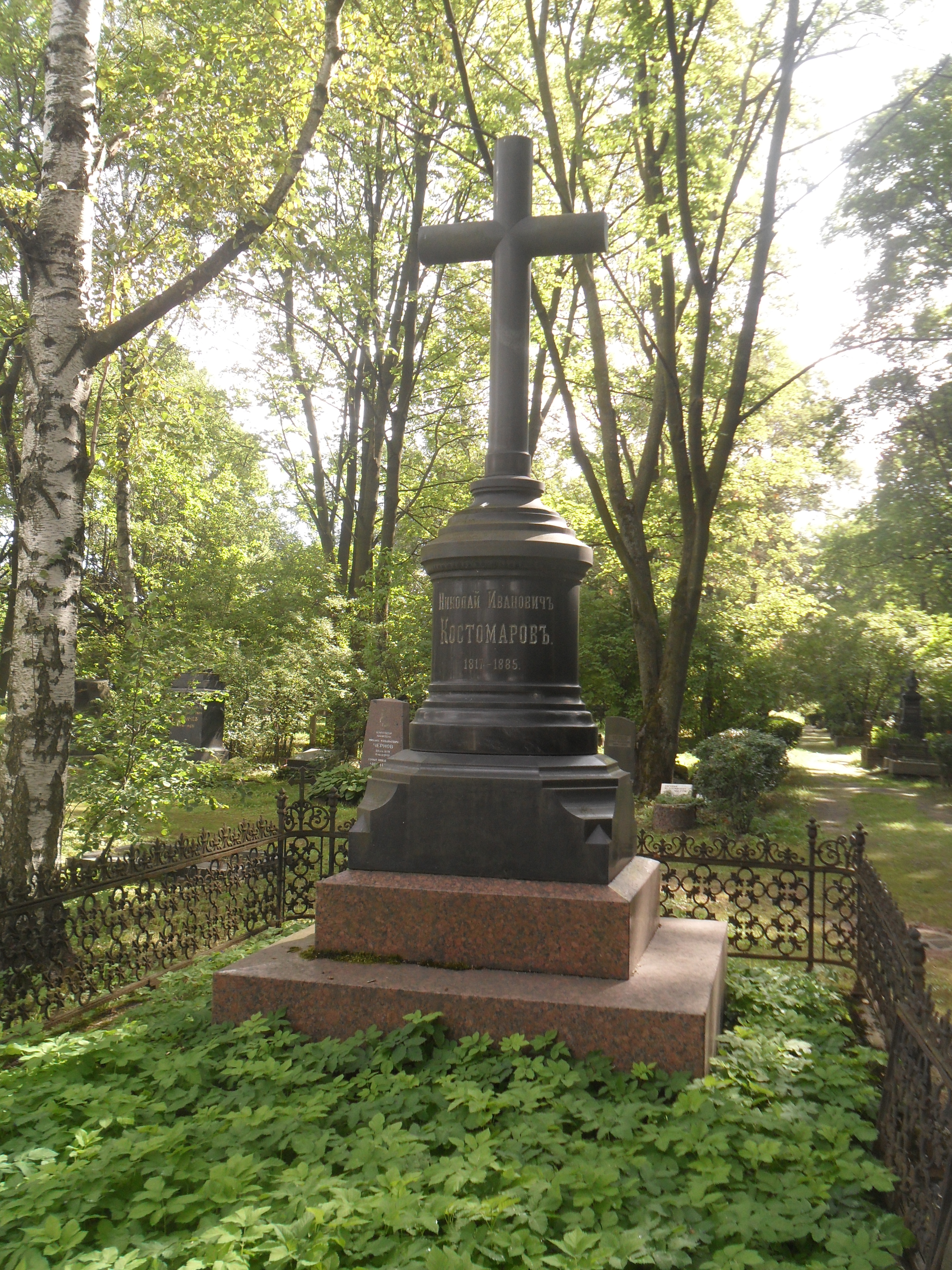
Надгробок Миколи Костомарова, історика
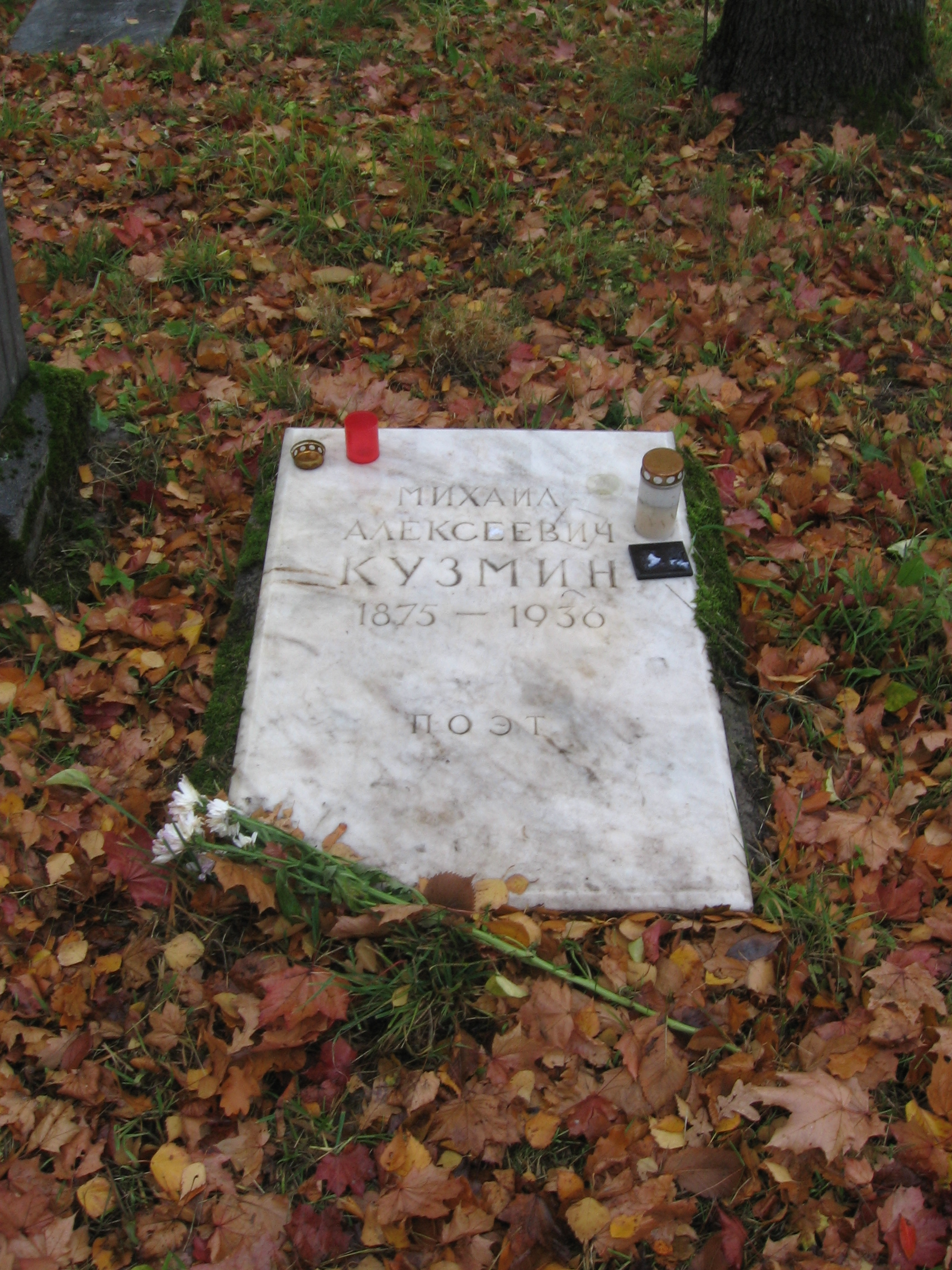
Похованна Михайла Кузміна, поета
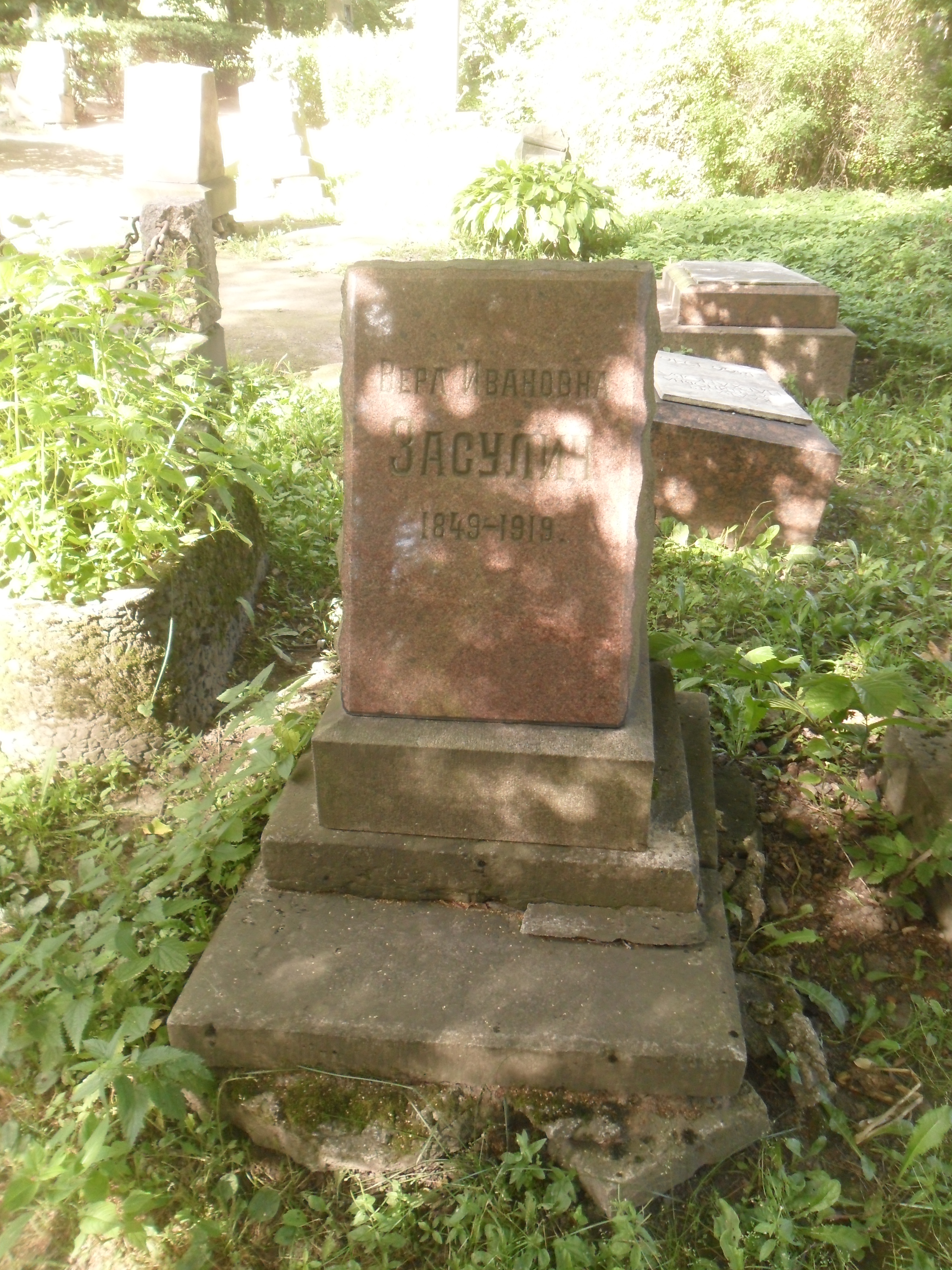
Надгробок Віри Засулич, революціонерки
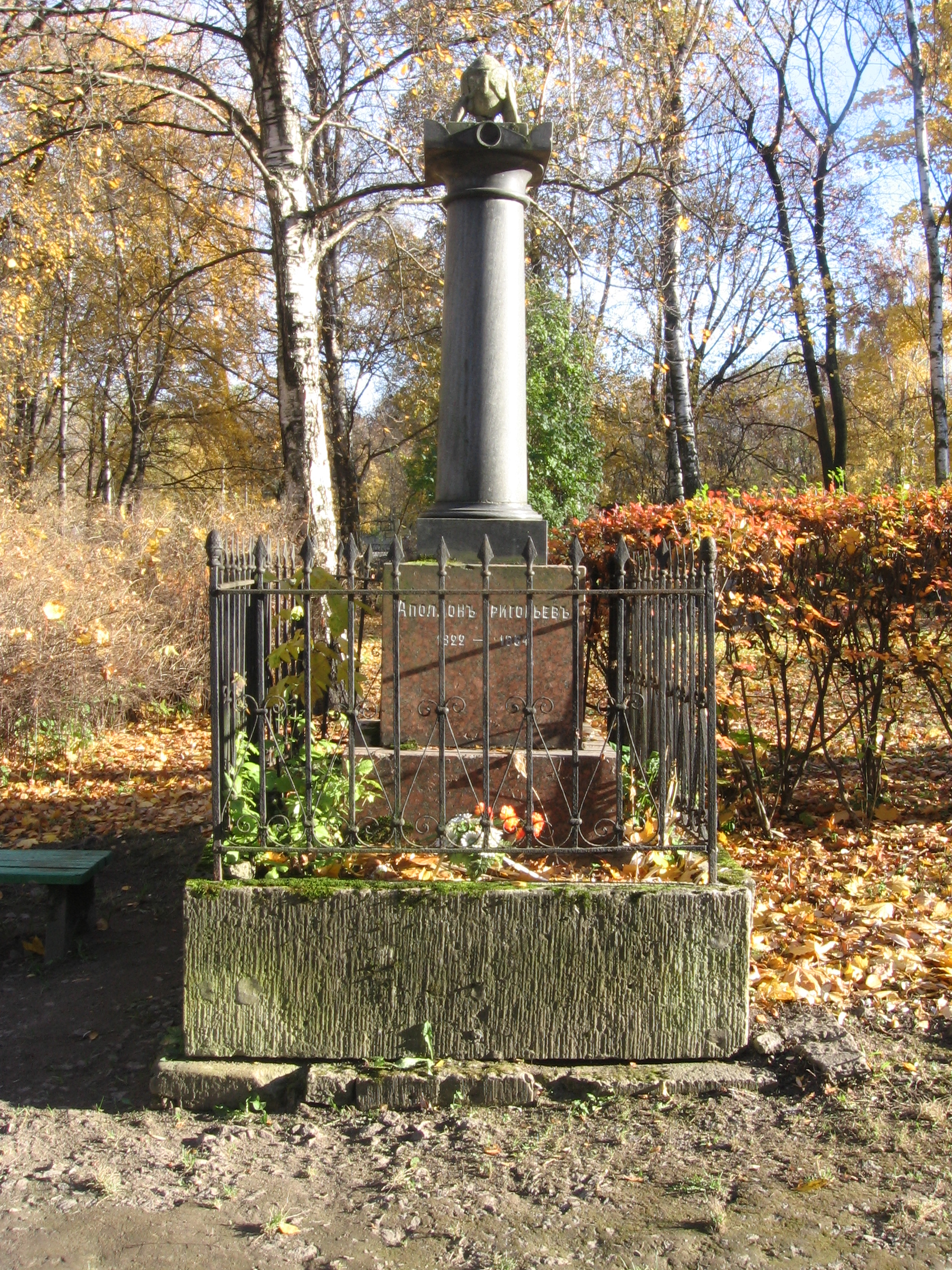
Надгробок письменника Аполлона Григор'єва
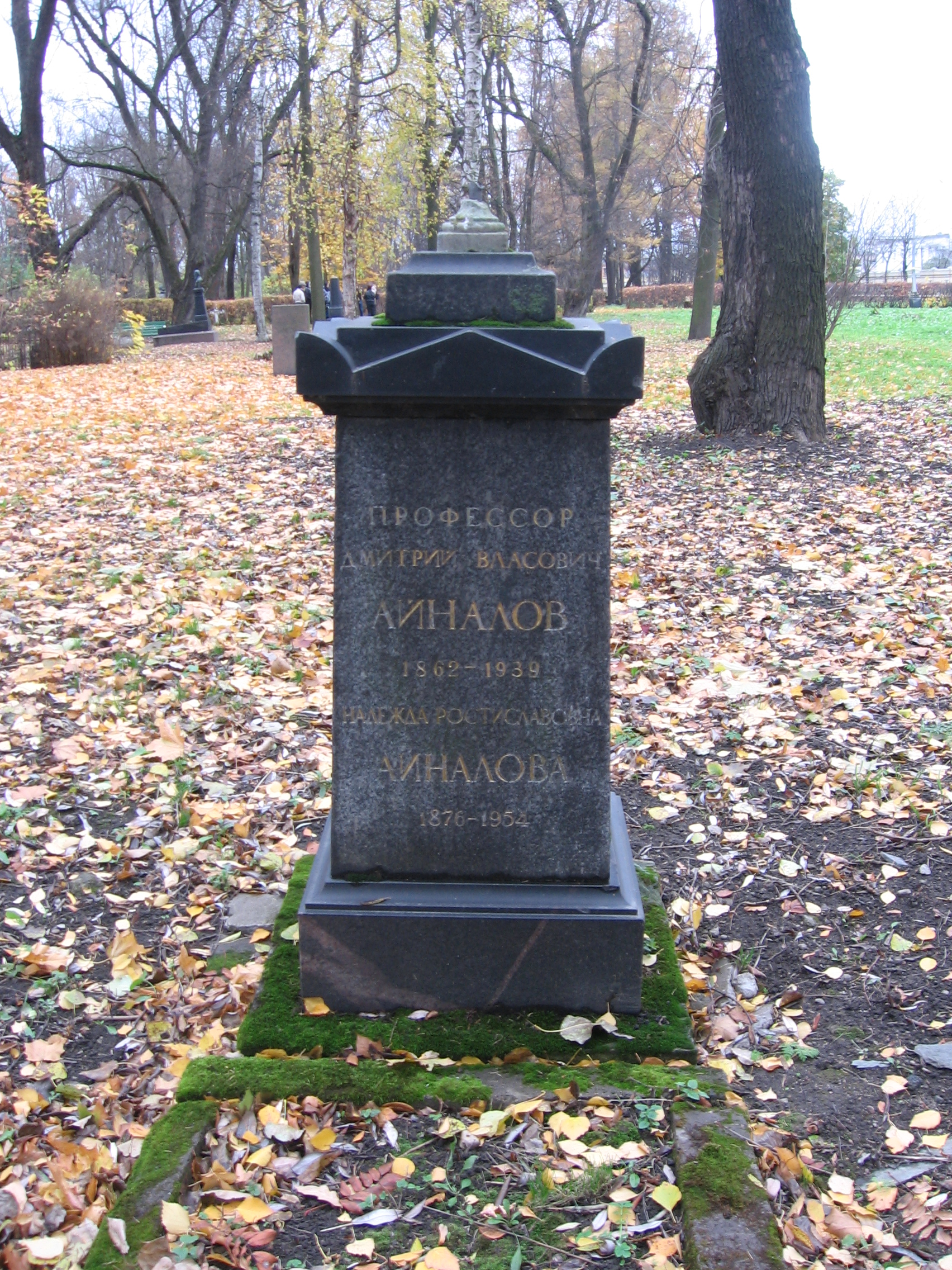
Надгробок Дмитра Айналова, професора, історика мистецтва